# Oscar Sandberg
Oscar Teodor Sandberg, född 1 december 1870 i Kristianstad, död 12 december 1926 i Oscars församling i Stockholm, var en svensk tonsättare, organist och musikpedagog.
Sandberg studerade vid Kungliga musikkonservatoriet 1892–1898, var kantor i Oscarskyrkan i Stockholm 1903–1926, musiklärare vid Södermalms musikinstitut 1897–1907, vid Jacobs realskola 1908–1923 och vid Norra Latin 1923–1926. Han var musikkritiker i Social-Demokraten 1897–1906, Aftonbladet 1906–1910. 
Sandberg bildade 1905 Sångsällskapet "Sjung! sjung!" som enligt Nordisk familjebok hade till uppgift "att i samband med kvartettsångs utöfvande på bästa konstnärliga sätt äfven söka åstadkomma verkligt god kamratanda inom ett begränsadt antal sångare." Sällskapet gav egna konserter och var under ett tiotal år vid Sällskapet för svenska kvartettsångens befrämjande årsmöten betrodda att framföra sällskapets nya kvartettkompositioner. Sandberg var även kördirigent i Par Bricole 1916–1926.
Oscar Sandberg är begravd på Norra begravningsplatsen utanför Stockholm.

## Priser och utmärkelser
- 1913 – Litteris et Artibus
- 1921 – Ledamot nr 577 av Kungliga Musikaliska Akademien [3]